# Ptolemaeus VIII Euergetes II
Ptolemaeus VIII Euergetes II (ook Physcon genoemd) (+/-182 v.Chr. – 26 juni 116 v.Chr.) was koning van Egypte van 145 v.Chr. t/m 116 v.Chr..

## Tijd als troonopvolger
Physcon heeft een aantal keer tevergeefs geprobeerd om Ptolemaeus VI Philometor van de troon te stoten om zo zelf koning van Egypte te worden. Toen Philometor stierf in 145 v.Chr., riep zijn vrouw Cleopatra II hun zoon Ptolemaeus VII Neos Philopator uit tot koning. Physcon kwam terug en bood aan om gezamenlijk te regeren en te trouwen met Cleopatra II, zijn zus. Op het bruiloftsfeest vermoordde hij Neos Philometor en kroonde zichzelf tot koning onder de naam Ptolemaeus VIII Euergetes II, een bewuste herinnering aan zijn voorvader Ptolemaeus III Euergetes. In 144 v.Chr. riep hij zichzelf uit tot farao.

## Massavervolgingen van Grieken en Joden in 145/144 v.Chr.
Als koning nam hij wraak op de Joodse gemeenschap en de Hellenistische intellectuelen in Alexandrië, die hem beide dwars hadden gezeten toen hij Philometor van de troon probeerde te stoten. Hij ging over tot massavervolging en uitwijzingen, waaronder vele Hellenistische intellectuelen zoals onder andere Aristarchus van Samothrace en Apollodorus. Na 145/144 v.Chr was de stad ingrijpend veranderd.
"Hij wees alle intellectuelen het land uit: filologen, filosofen, professoren in de meetkunde, muzikanten, schilders, onderwijzers, artsen en anderen, met het gevolg dat deze mensen onderwijs brachten naar de Grieken en barbaren die elders woonden", zoals vermeld door een auteur die wellicht ook een van van de slachtoffers van de koning was (Menecles van Barca,FGrHist 270 F 9).
Over de vervolging van de Joden stelt Flavius Josephus dat Physcon olifanten dronken liet voeren met de bedoeling dat deze de bij elkaar gedreven Joden zouden vertrappen, maar verhinderde God dat Physcons plan slaagde. Het verhaal is echter nogal legendarisch van karakter en wordt in III Makkabeeën geplaatst in de tijd van Ptolemaeus IV Philopator. De historiciteit van de door Josephus genoemde gebeurtenissen wordt dan ook zeer betwist, al lijkt zijn bewering dat het einde van Physcons vervolgingen in de Joodse gemeenschap van Alexandrië jaarlijks gevierd werd, wel op waarheid te berusten.

## Gebeurtenissen rond 132 v.Chr.
Physcon trouwde met Cleopatra III, de dochter van zijn vrouw Cleopatra II. Toen zij dat hoorde, werd ze woest en in 132/131 v.Chr. kwamen de inwoners van Alexandrië in opstand en zette het koninklijke paleis in brand. Physcon, Cleopatra III en hun kinderen vluchtten naar Cyprus, terwijl Cleopatra II haar twaalf jaar oude zoon (en die van Physcon) Ptolemaeus Memphites op de troon probeerde te krijgen. Physcon kon dit verhinderen door zijn zoon te vermoorden en in het in stukken gehakte lichaam naar Cleopatra II te sturen.
Ondanks de burgeroorlog in Egypte wist Physcon toch de troon te behouden. Na zijn dood in 116 v.Chr. gaf hij zijn troon aan zijn vrouw Cleopatra III, die een van hun zonen uit mocht kiezen om koning te laten worden. Ze wilde haar jongste zoon Ptolemaeus X Alexander I op de troon, maar de inwoners van Alexandrië wilden dit niet en onder druk van de Egyptenaren kwam haar oudere zoon Ptolemaeus IX Soter II aan de macht.